# OZM-3
OZM-3 (ros. ОЗМ-3) – radziecka mina wyskakująca. Na uzbrojeniu Wojska Polskiego od lat 50. do lat 80. (później zastąpiona bułgarską PSM-1).
Mina OZM miała cylindryczny, żeliwny korpus. Od góry w minę wkręcany był zapalnik. Stosowano zapalnik naciągowy MUW-2 oraz zapalnik odpalany elektrycznie. Po uruchomieniu zapalnika górna część miny była wyrzucana w górę przez ładunek prochowy. Zapalnik powodujący detonację zasadniczego ładunku miny powodował odciąg o długości 2 m łączący podstawę miny z częścią wyrzucaną w powietrze.